# Ctenopelma ruficoxator
Ctenopelma ruficoxator là một loài tò vò trong họ Ichneumonidae.